# Saturn Award per il miglior film thriller
Il Saturn Award per il miglior film thriller (Best Thriller Film) è un premio assegnato annualmente nel corso dei Saturn Awards dal 2011.
Dal 1995 al 2010 è stato consegnato in una categoria unica come Saturn Award per il miglior film d'azione/di avventura/thriller (Best Action, Adventure or Thriller Film), mentre negli anni 2011-2013 è stato accorpato con il premio Miglior film horror.

## Vincitori

### Miglior film thriller/horror

#### Anni 2011-2013
- 2011
  - Blood Story (Let Me In), regia di Matt Reeves
  - Kick-Ass, regia di Matthew Vaughn
  - The American, regia di Anton Corbijn
  - Il cigno nero (Black Swan), regia di Darren Aronofsky
  - Shutter Island, regia di Martin Scorsese
  - Wolfman (The Wolfman), regia di Joe Johnston
- 2012
  - Millennium - Uomini che odiano le donne (The Girl with the Dragon Tattoo), regia di David Fincher
  - Contagion è un film del 2011 diretto da Steven Soderbergh
  - The Devil's Double, regia di Lee Tamahori
  - The Grey, regia di Joe Carnahan
  - Take Shelter, regia di Jeff Nichols
  - La cosa (The Thing), regia di Matthijs van Heijningen Jr.
- 2013
  - Quella casa nel bosco (The Cabin in the Woods), regia di Drew Goddard
  - Argo, regia di Ben Affleck
  - The Impossible, regia di Juan Antonio Bayona
  - 7 psicopatici (Seven Psychopaths), regia di Martin McDonagh
  - The Woman in Black, regia di James Watkins
  - Zero Dark Thirty, regia di Kathryn Bigelow

### Miglior film thriller

#### Anni 2014-2019
- 2014
  - World War Z, regia di Marc Forster
  - Prisoners, regia di Denis Villeneuve
  - The Call, regia di Brad Anderson
  - The East, regia di Zal Batmanglij
  - Now You See Me - I maghi del crimine (Now You See Me), regia di Louis Leterrier
  - Come un tuono (The Place Beyond the Pines), regia di Derek Cianfrance
- 2015[2]
  - L'amore bugiardo - Gone Girl (Gone Girl), regia di David Fincher
  - American Sniper, regia di Clint Eastwood
  - The Equalizer - Il vendicatore (The Equalizer), regia di Antoine Fuqua
  - The Guest, regia di Adam Wingard
  - The Imitation Game, regia di Morten Tyldum
  - Lo sciacallo - Nightcrawler (Nightcrawler), regia di Dan Gilroy
- 2016[3]
  - Il ponte delle spie (Bridge of Spies), regia di Steven Spielberg
  - Black Mass - L'ultimo gangster (Black Mass), regia di Scott Cooper
  - Regali da uno sconosciuto - The Gift (The Gift), regia di Joel Edgerton
  - The Hateful Eight, regia di Quentin Tarantino
  - Sicario, regia di Denis Villeneuve
- 2017[4]
  - 10 Cloverfield Lane, regia di Dan Trachtenberg.
  - The Accountant, regia di Gavin O'Connor
  - La ragazza del treno (The Girl on the Train), regia di Tate Taylor
  - Hell or High Water, regia di David Mackenzie
  - Jason Bourne, regia di Paul Greengrass
  - Paradise Beach - Dentro l'incubo (The Shallows), regia di Jaume Collet-Serra
  - Split, regia di M. Night Shyamalan
- 2018[5]
  - Tre manifesti a Ebbing, Missouri (Three Billboards Outside Ebbing, Missouri), regia di Martin McDonagh
  - Cell Block 99 - Nessuno può fermarmi (Brawl in Cell Block 99), regia di S. Craig Zahler
  - Assassinio sull'Orient Express (Murder on the Orient Express), regia di Kenneth Branagh
  - The Post, regia di Steven Spielberg
  - Suburbicon, regia di George Clooney
  - I segreti di Wind River (Wind River), regia di Taylor Sheridan
- 2019[6]
  - 7 sconosciuti a El Royale (Bad Times at the El Royale), regia di Drew Goddard
  - Bad Samaritan, regia di Dean Devlin
  - Destroyer, regia di Karyn Kusama
  - Dragged Across Concrete - Poliziotti al limite (Dragged Across Concrete), regia di S. Craig Zahler
  - Greta, regia di Neil Jordan
  - Ma, regia di Tate Taylor
  - Searching, regia di Aneesh Chaganty

#### Anni 2020-2029
- 2021[7][8]
  - Cena con delitto - Knives Out (Knives Out), regia di Rian Johnson
  - Da 5 Bloods - Come fratelli (Da 5 Bloods), regia di Spike Lee
  - L'inganno perfetto (The Good Liar), regia di Bill Condon
  - The Irishman, regia di Martin Scorsese
  - Mank, regia di David Fincher
  - Diamanti grezzi (Uncut Gems), regia di Josh e Benny Safdie

- 2022
  - La fiera delle illusioni - Nightmare Alley (Nightmare Alley), regia di Guillermo del Toro
  - Ambulance, regia di Michael Bay
  - The Northman, regia di Robert Eggers
  - Old, regia di M. Night Shyamalan
  - The Outfit, regia di Graham Moore
  - Pig - Il piano di Rob (Pig), regia di Michael Sarnoski

- 2024
  - Oppenheimer, regia di Christopher Nolan
  - Don't Worry Darling, regia di Olivia Wilde
  - Glass Onion - Knives Out (Glass Onion: A Knives Out Mystery), regia di Rian Johnson
  - Bussano alla porta (Knock at the Cabin), regia di M. Night Shyamalan
  - The Lesson, regia di Alice Troughton
  - The Menu, regia di Mark Mylod